# Interferometri
Interferometri er betegnelsen for en række måletekniske anvendelser af lysbølgers evne til at udvise interferens. I et Michelson-interferometer, som eksempelvis bruges i optisk kohærens tomografi, deles lysbølgen af et halvgennemsigtigt spejl, og de to signaler bevæger sig ad hver sin vej frem til en detektor, hvor de interfererer. Vejlængden af den ene kan varieres, så lysintensiteten for detektoren kan variere periodisk mellem et maksimum, når de to stråler interfererer konstruktivt, og et minimum en halv bølgelængde senere, når de interfererer destruktivt. Ved optælling af perioder og brøkdele af perioder i dette mønster kan afstanden for længderne udmåles med stor præcision ved brug af den halve bølgelængde som måleenhed. Dette princip for længdeinterferometri bruges til at måle længdeændringer i en skala fra nanometer til flere kilometer.